# Бачка

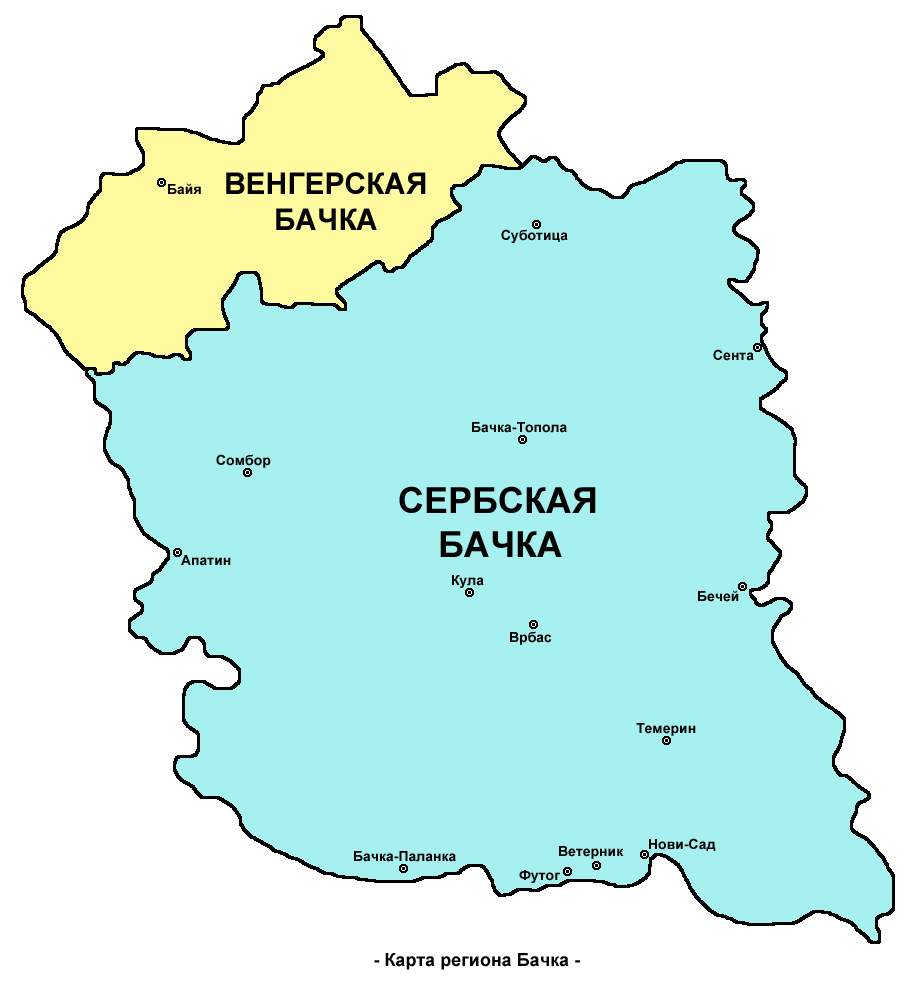
Карта региона Бачка

Бачка (серб. Бачка — [bâːtʃkaː], венг. Bácska — [ˈbaːtʃkɒ], хорв. Bačka, словац. Báčka, нем. Batschka) — историко-географический район в Центральной Европе, расположенный на Среднедунайской низменности, между реками Тиса и Дунай.
Большая часть региона входит в состав сербского автономного края Воеводина, меньшая в состав венгерского медье Бач-Кишкун. Часть сербской Бачки оспаривается Хорватией.

## История
Бачка населена людьми на протяжении уже 4000 лет. Первыми её обитателями были иллирийцы. В VI — VII веках её территорию заселили славяне. В IX веке Бачка вошла в состав Первого Болгарского царства. Первым болгарским правителем Бачки был Салан, имевший резиденцию в городе Титель. В начале X века Бачка отошла к Венгрии, и её основным населением вскоре стали венгры и печенеги. Первый венгерский король Святой Стефан (Иштван) основал здесь города Бач и Бодрог, ставшие центрами соответствующих жупаний.
В 1526 г. Бачка стала ядром эфемерной сербской державы, созданной самозванным сербским царём Йованом Ненадом (Ненадой). Столицей своей он провозгласил город Суботицу.
После падения Буды и Сегеда (1542 г.), — Бачка подпала под турецкую власть и включена была в состав Османской империи, в Сегединский санджак, в Будимский пашалык. Бачку поделили на 6 нахий:
- Байска,
- Суботишка,
- Сегединска,
- Сомборска,
- Бачка (в узком смысле) и
- Тителска.

С 1699 года Бачка стала владением Габсбургской монархии. После упразднения Военной границы на территории Бачки многие сербы, составлявшие большинство населения Бачки, эмигрировали в Банат или в Россию. В 1867 г., при образовании Австро-Венгрии, Бачка отошла к Венгерскому королевству, где находилась в составе комитата Бач-Бодрог. По переписи 1910 более 43 % населения в Бачке составляли венгры, более 28 % — южные славяне (без национального подразделения), около 22,5 % — немцы.
В 1918 г., в составе провинции «Банат, Бачка и Баранья», Бачка вошла в состав Сербии, а затем — Королевства сербов, хорватов и словенцев. В 1920 г., по Трианонскому мирному договору, она была разделена между Югославией и Венгрией. В 1941 г. Бачка вошла в состав Венгрии, и в ней стали проводиться репрессии против славянского населения, вызвавшие ответные убийства партизанами венгров и немцев.